# Ảo giác Mặt Trăng

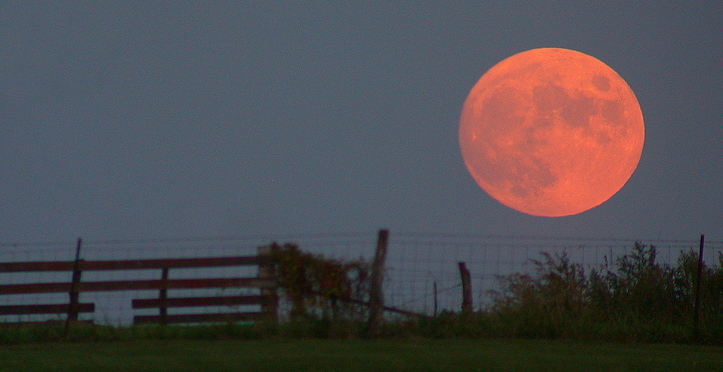
Hiện tượng "trăng thu hoạch" ("harvest moon").

Ảo giác Mặt Trăng là ảo giác quang học khiến Mặt Trăng xuất hiện lớn hơn gần đường chân trời so với trên bầu trời. Nó đã được biết đến từ thời cổ đại và được ghi nhận bởi các nền văn hóa khác nhau. Giải thích về ảo giác này vẫn còn được tranh luận.

## Bằng chứng về ảo giác
Hình ảnh của Mặt Trăng ở các độ cao khác nhau cho thấy kích thước của nó vẫn giữ nguyên. Một cách đơn giản khác để chứng minh rằng hiệu ứng này là ảo giác là giữ một viên sỏi nhỏ (giả sử, 0,33 inch hay 8,4 milimét) trên một cánh tay dài khoảng (25 inch hay 640 milimét) với một mắt nhắm lại, định vị viên sỏi sao cho nó che đi (tương tự nhật thực) trăng tròn khi đã lên cao trên bầu trời đêm. Sau đó, khi Mặt Trăng dường như rất lớn ở phía chân trời, cùng một viên sỏi cũng sẽ che phủ nó, cho thấy rằng không có thay đổi nào về kích thước của Mặt Trăng, vì viên sỏi vẫn sẽ che phủ Mặt Trăng.
Hiện vẫn chưa có lời giải thích chính xác cho ảo giác Mặt Trăng. Tuy nhiên, rất có khả năng là do cách não nhận thức các vật thể ở các khoảng cách khác nhau và / hoặc cách mà con người suy luận về khoảng cách của các vật thể khi chúng ở gần đường chân trời. Giả sử khi ô tô dần đi xa về phía trước, góc nhìn của mắt với chiếc xe sẽ nhỏ dần. Do biết chắc chiếc xe không bị thu nhỏ, não bộ tự điều chỉnh kích thước quan sát để mắt người quan sát vẫn thấy chiếc xe có cùng kích cỡ khi di chuyển ra xa. Ở một khoảng cách lớn hơn rất nhiều như đối với Mặt Trăng, con người không thể cảm nhận độ sâu một cách chính xác.
Giữa các lần trăng tròn khác nhau, đường kính góc của Mặt Trăng có thể thay đổi từ 29,43 phút cung tại apogee đến 33,5 phút tại perigee, tăng khoảng 14% đường kính rõ ràng hoặc 30% ở khu vực rõ ràng. Điều này là do độ lệch tâm của quỹ đạo của Mặt Trăng.